# Aephanemer
Aephanemer, abgeleitet von „éphémère“ und „fanée“ für „flüchtig“ und „vergänglich“, ist eine französische Melodic-Death-Metal-Band aus Toulouse.

## Geschichte
Die Band Aephanemer gründete sich 2014. Gründungsmitglieder waren Martin Hamiche als Lead-Gitarrist, Marion Bascoul als Sängerin und Rhythmusgitarristin, Mickaël Bonnevialle am Schlagzeug und Anthony Delmas als Bassist. Im gleichen Jahr veröffentlichten sie eine EP unter dem Namen Know Thyself. 2016 folgte mit Memento Mori das Debütalbum der Band als Eigenveröffentlichung bei ihrem Label Primeval Records.  Anthony Delmas stieg 2017 aus der Band aus und wurde durch Lucie Woaye-Hune ersetzt. 2018 nahm Aephanemer am von der Wacken Foundation ausgerichteten „Metal Battle“ teil und konnten als Gewinner der französischen Vorentscheidung auf dem Wacken Open Air 2018 teilnehmen.
2019 veröffentlichte die Band mit Prokopton ihr zweites Album, erneut als Eigenveröffentlichung. In der Folge erhielten sie einen Plattenvertrag bei Napalm Records, wo 2021 das dritte Album A Dream of Wilderness erschien.

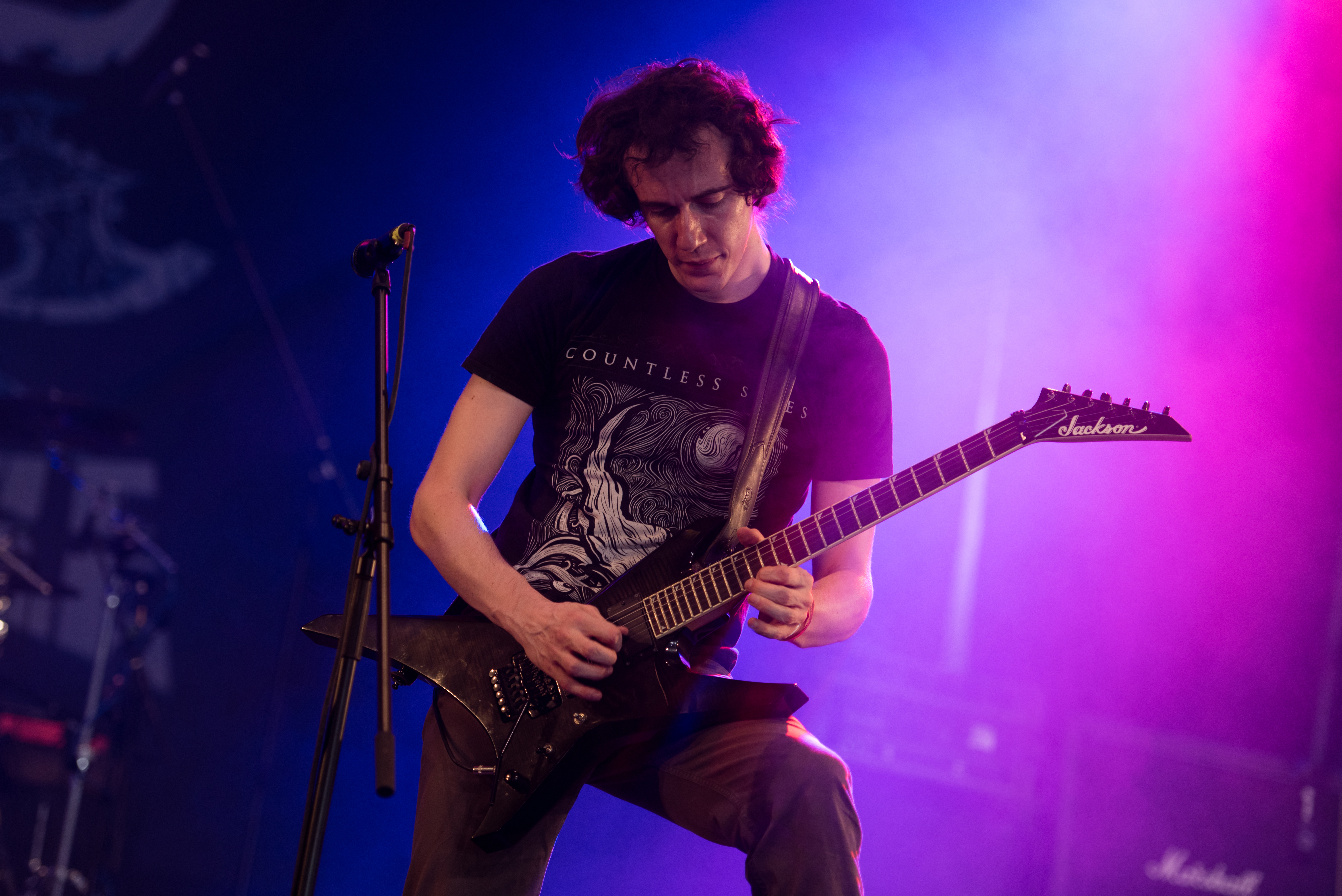
Martin Hamiche
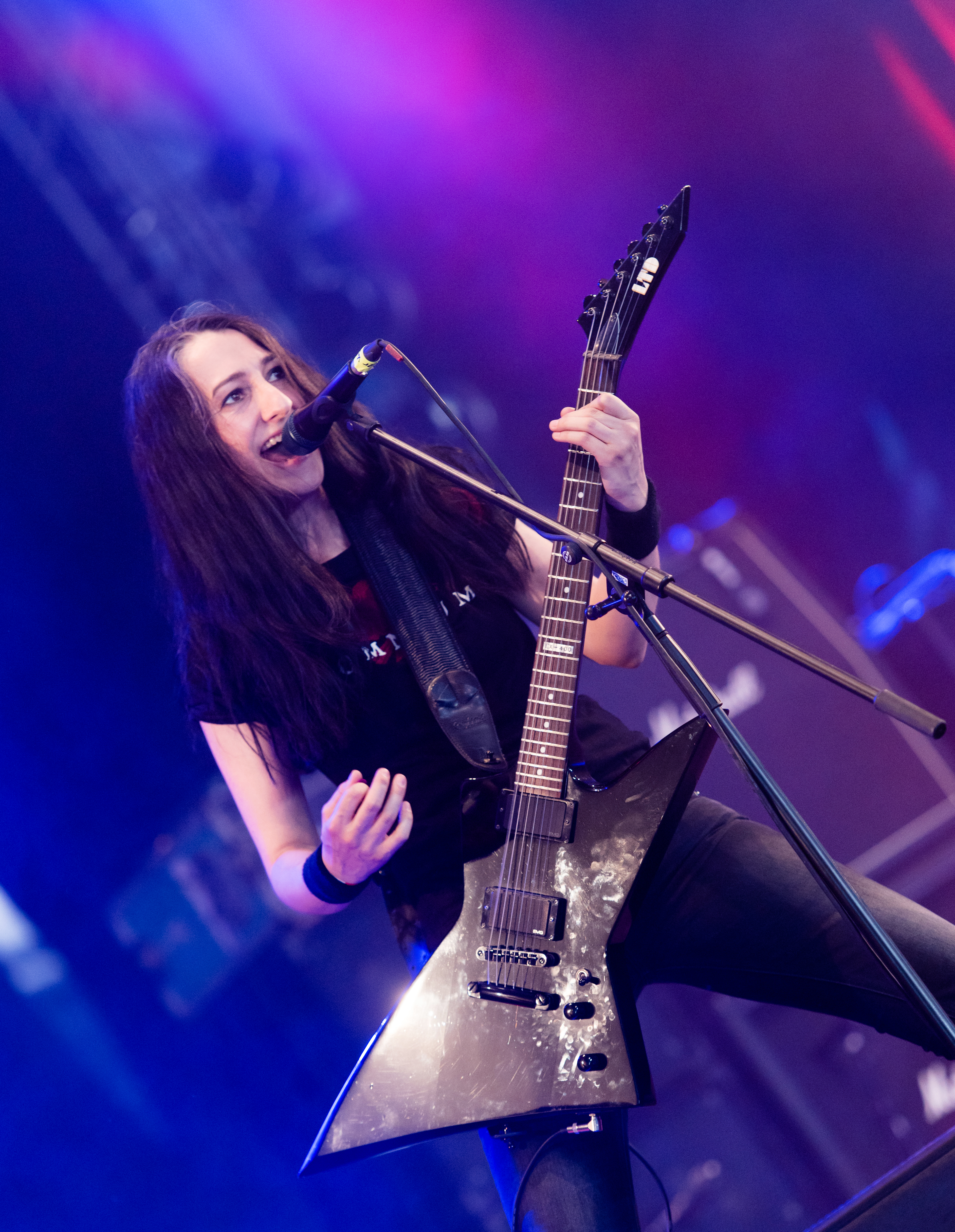
Marion Bascoul
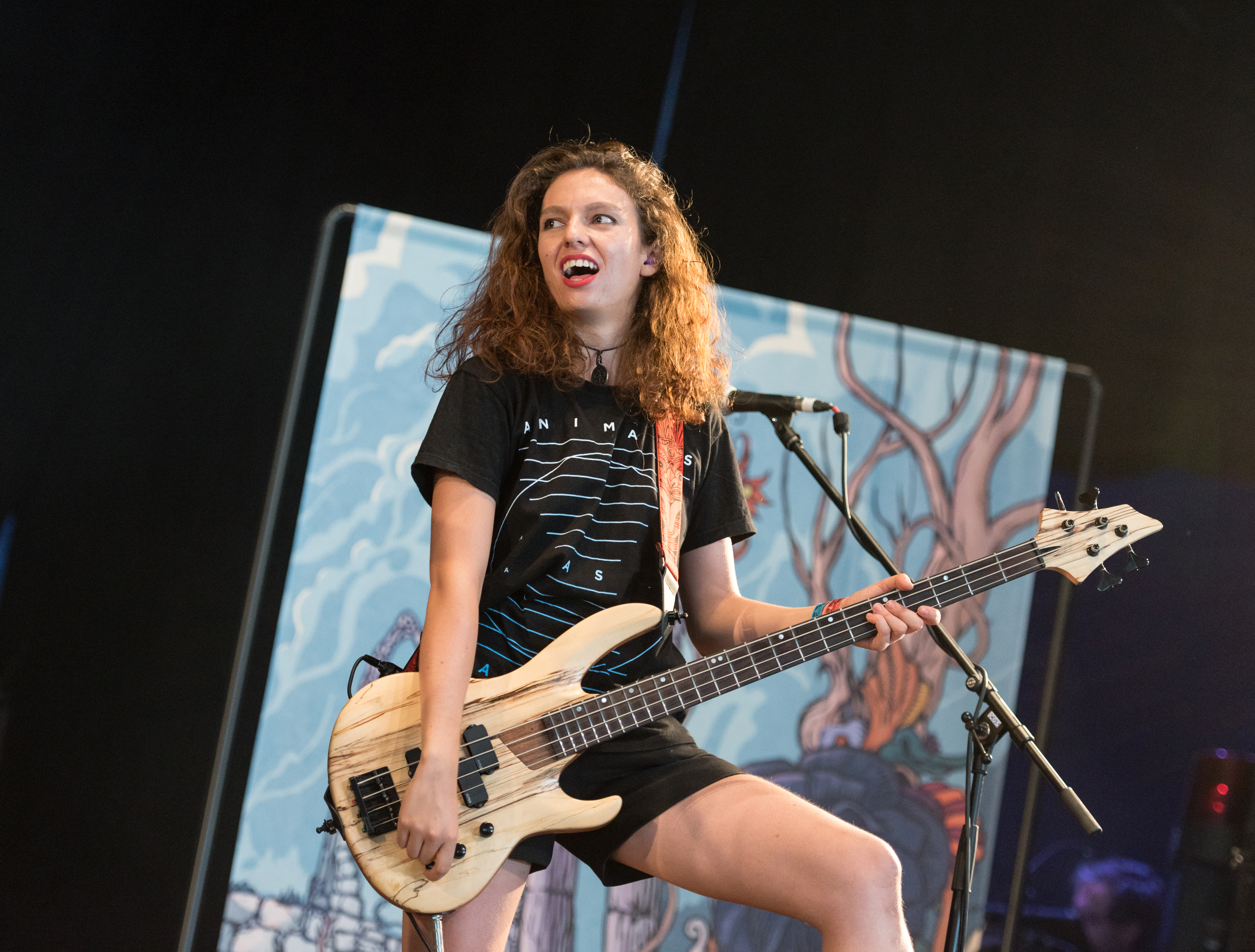
Lucie Woaye-Hune

## Stil
Die Musik von Aephanemer wird als Melodic Death Metal eingeordnet. Laut metal1.info ist „der symphonische Melodic Death Metal der Franzosen eindeutig skandinavisch geprägt“, was im Interview auch von der Band selbst bestätigt wird. Martin Hamiche gab darin an, vor allem von Bands wie Children of Bodom, In Flames und Amon Amarth zur Musik gekommen zu sein.
Bei einer Besprechung des Debüt-Albums Memento Mori auf powermetal.de bestätigte der Rezensent der Band ein „starkes Debüt“ im „Melo-Death-Sektor“, wobei er bereits den ersten Song als „groovendes Melo-Death-Monster […] mit feinstem Riffing und tollen Melodien“ bezeichnete. In einer Rezension des zweiten Albums Prokopton auf der Website Sounds From Apocalypse wird der typische Sound von Aephanemer als „extrem melodisches und permanentes Riffing, einen guten Rhythmusteil und dazu der immer besser werdende Gesang von Marion“ charakterisiert.
Die Texte sind in der Regel in englischer Sprache, einzelne Songs wie etwa Le Radeau de La Méduse auch auf Französisch. Hier basiert der Song auf einem historischen französischen Ereignis und der Name stammt von einem bekannten französischen Gemälde.

## Diskografie

### EPs und Alben
- 2014: Know Thyself (Eigenveröffentlichung, Primeval Records)
- 2016: Memento Mori (Eigenveröffentlichung, Primeval Records)
- 2019: Prokopton (Eigenveröffentlichung, Primeval Records)
- 2021: A Dream of Wilderness (Napalm Records)

### Singles
- 2017: Path of the Wolf (Eigenveröffentlichung, Primeval Records)
- 2019: Dissonance Within (Eigenveröffentlichung, Primeval Records)

## Belege
1. 1 2  Aephanemer: Interview mit Martin Hamiche und Marion Bascoul von Aephanemer auf metal1.info, 19. Dezember 2021, abgerufen am 11. August 2022.
2. ↑  Tobias Dahs: Starker Einstand der Truppe aus Toulouse. Rezension zu Memento Mori von Aephanemer auf powermetal.de, 13. September 2016; abgerufen am 11. August 2022.
3. ↑  „extremely melodic and permanent riffing, a good rhythm section, and, on top, the each time better Marion's vocals.“; Aephanemer – Prokopton (2019), Review auf Sounds From Apocalypse, abgerufen am 11. August 2022.